# Sân bay Lucapa
Sân bay Lucapa (IATA: LBZ, ICAO: FNLK) là một sân bay ở Lucapa, tỉnh Lunda Norte, Angola.